# 劉體乾 (嘉靖順天進士)
劉體乾（1512年—1576年），字子元，號清渠，順天府東安縣人，明朝政治人物，官至南京兵部尚書。

## 生平
嘉靖二十二年（1543年）癸卯科順天鄉試第五名舉人，二十三年（1544年）聯捷甲辰科會試第四十名，三甲第一百十名進士。授行人司行人，二十七年（1548年）三月，選兵科給事中，二十九年十二月升戶科右給事中，三十年四月升兵科左給事中，十月升通政使司左參議。三十四年十月升右通政，三十六年十月轉左通政，丁憂歸。服闋，四十三年三月升通政使，四十五年二月升刑部右侍郎，六月升戶部左侍郎、總督倉場督理西苑農事。
隆慶元年（1567年）六月任南京戶部尚書，三年（1569年）正月改北京戶部尚書。因直諫漸失帝意，最後被奪官。給事中光懋請留劉體乾，不准。
明神宗即位，起用為南京兵部尚書。萬曆二年（1574年）六月以衰病致仕。四年（1576年）五月卒，贈太子少保。

## 家族
曾祖劉原；祖父劉旺；父劉景，曾任教諭。嫡母馬氏、萬氏；生母高氏。慈侍下。兄劉榮、劉九思（省祭官）、劉九經（陰陽官）。

## 遺跡
劉體乾墓地石刻現移至廊坊市博物館保護展出。